# Меконг
Меко́нг (лаос. ແມ່ນ້ຳຂອງ, Мэ Нам Кхонг; кхмер. មេគុង; вьет. Sông Cửu Long, Кыулонг — «Река девяти драконов») — река в Китае, Мьянме, Лаосе, Таиланде, Камбодже и Вьетнаме (частично образует границу Лаоса с Мьянмой и Таиландом), самая большая на полуострове Индокитай. Длина — около 4500 км, площадь бассейна — 810 тысяч км². Третья по длине река Азии.

## География

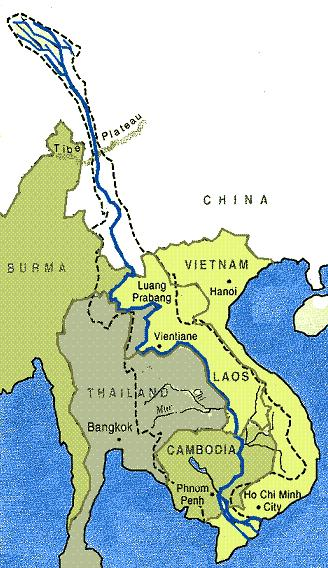
Бассейн реки Меконг

Истоки — в хребте Тангла на Тибетском нагорье. В верхнем течении  называется Дза-Чу (тиб. རྫ་ཆུ་ —  «верхняя река»), в среднем (на территории Китая) — Ланьцанцзя́н(кит. 澜沧江, искаженная китайская передача местного названия; 江, цзян — «река»); в Индокитае получает название Меконг — «мать-река», то есть «главная, большая река». Впадает в Южно-Китайское море, образуя дельту. Основные притоки: справа — Эмчу, Мун, Тонлесап; слева — Дзечу, Сан.
В верхнем и среднем течении Меконг протекает преимущественно по дну глубоких ущелий, имеет порожистое русло. При выходе Меконга на Камбоджийскую равнину находится один из крупнейших, наиболее широких, водопадов мира — Кхон (высота около 21 м). Последние пороги — вблизи города Кратьэх, в Камбодже. Ниже города Пномпень начинается дельта Меконга (площадь около 70 000 км²), где русло Меконга делится на два больших рукава, соединённых многочисленными протоками. По главному, левому рукаву, носящему название Тонлетом, проходит около ¾ общего стока. Дельта Меконга выдвинута в море в виде дуги общим протяжением по побережью около 600 км. Обильный твёрдый сток обусловливает рост дельты на 80—100 м в год. Дельта заболочена и во многих местах покрыта мангровыми зарослями.
Питание преимущественно дождевое, в верхнем течении — также снеговое и отчасти ледниковое. Половодье летне-осеннее. В среднем течении максимальный уровень воды отмечается обычно в августе, в низовьях — в октябре; самый низкий сток бывает в апреле. Размах колебаний уровня воды в горах достигает 10—15 м, на Камбоджийской равнине и в дельте — до 10 м. Средний годовой расход воды в среднем течении, у Вьентьяна, — 4.6 тыс. м³/с, наибольший — около 21 тыс. м³/с, в нижнем течении (у города Кратьэх) — соответственно 14,8 и 33 тыс. м³/с (в отдельные годы — до 67 тыс. м³/с). Меконг замерзает только в верхнем течении на 1—2 месяца; выносит в среднем около 1,5 км³ наносов в год.
Большое регулирующее влияние на сток оказывает озеро Тонлесап, соединённое с Меконгом одноимённым притоком. Во влажный сезон (июнь—ноябрь) озеро пополняется водами Меконга, в сухой (ноябрь—июнь) уровень воды в Меконге становится ниже, чем в озере, и происходит интенсивный сброс озёрной воды в русло Меконга, причём освобождаются обширные удобренные к этому времени плодородным илом массивы сельскохозяйственных земель.
Воды нижнего Меконга используются для орошения. Широкие разливы реки способствуют рисосеянию. Огромные гидроэнергетические ресурсы Меконга (около 75 млн кВт) широко используются в странах бассейна. Построено несколько десятков ГЭС, в том числе такие мощные как Ночжаду (5850 МВт), Цзинхун (1750 МВт), Маньвань (1570 МВт), Мяовей (1400 МВт), Сяовань (4200 МВт), Хуанден (1900 МВт) — в Китае, Намтхын—2 (1075 МВт) — на притоке Меконга — реке Намтхын в Лаосе. Крупное гидростроительство ведется во всех странах бассейна.
Реки и озёра бассейна Меконга богаты рыбой (главным образом из семейства карповых), много водоплавающей птицы, сохранились речные дельфины, крокодилы, преимущественно в Камбодже.
Меконг судоходен на протяжении 700 км (в половодье — на 1600 км, до Вьентьяна). Морские суда поднимаются до Пномпеня (350 км). Однако река очень нестабильна, её русло всё время меняется и возникают мели.

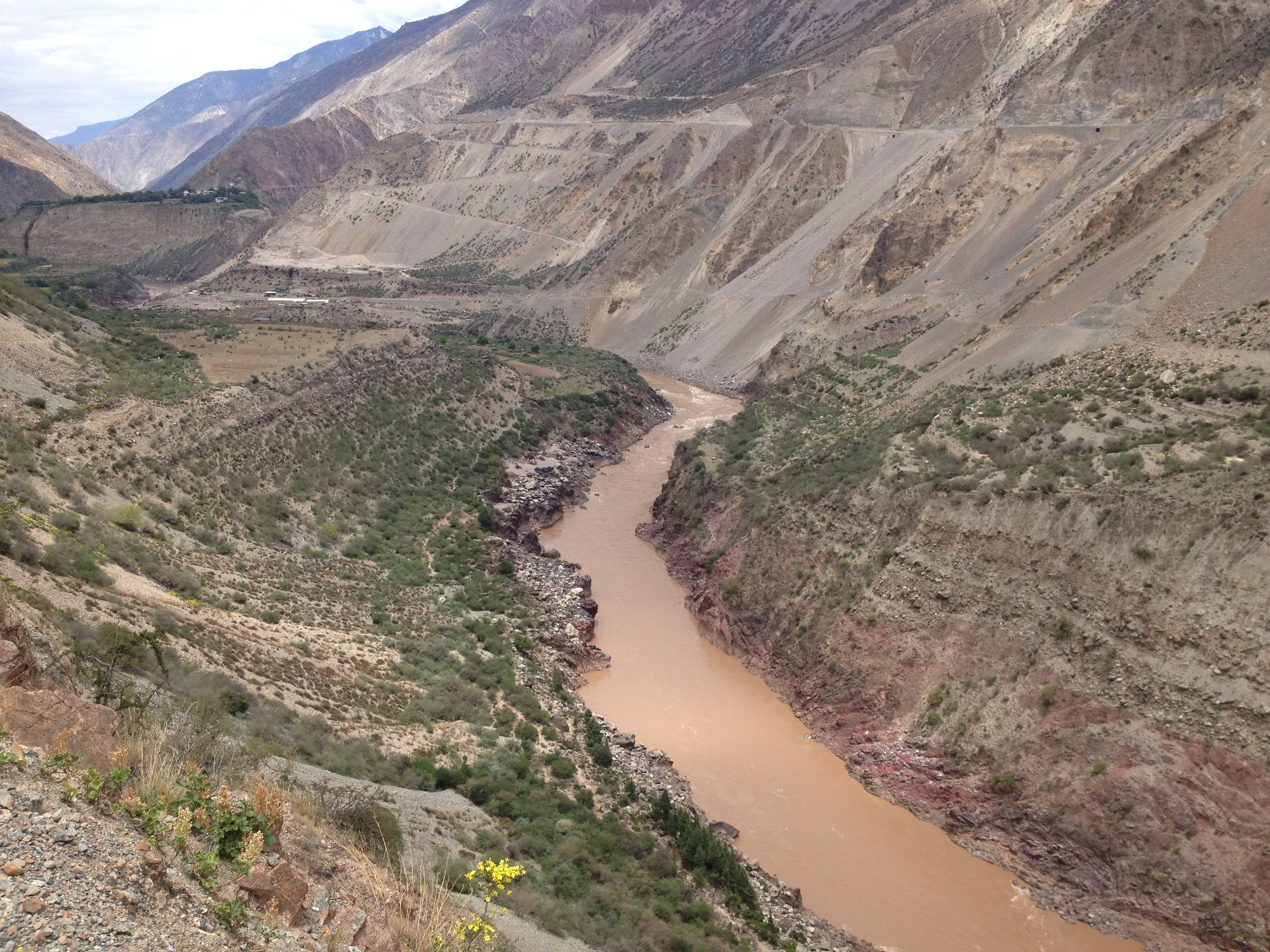
Меконг в Дечен-Тибетском АО (Сино-Тибетские горы)
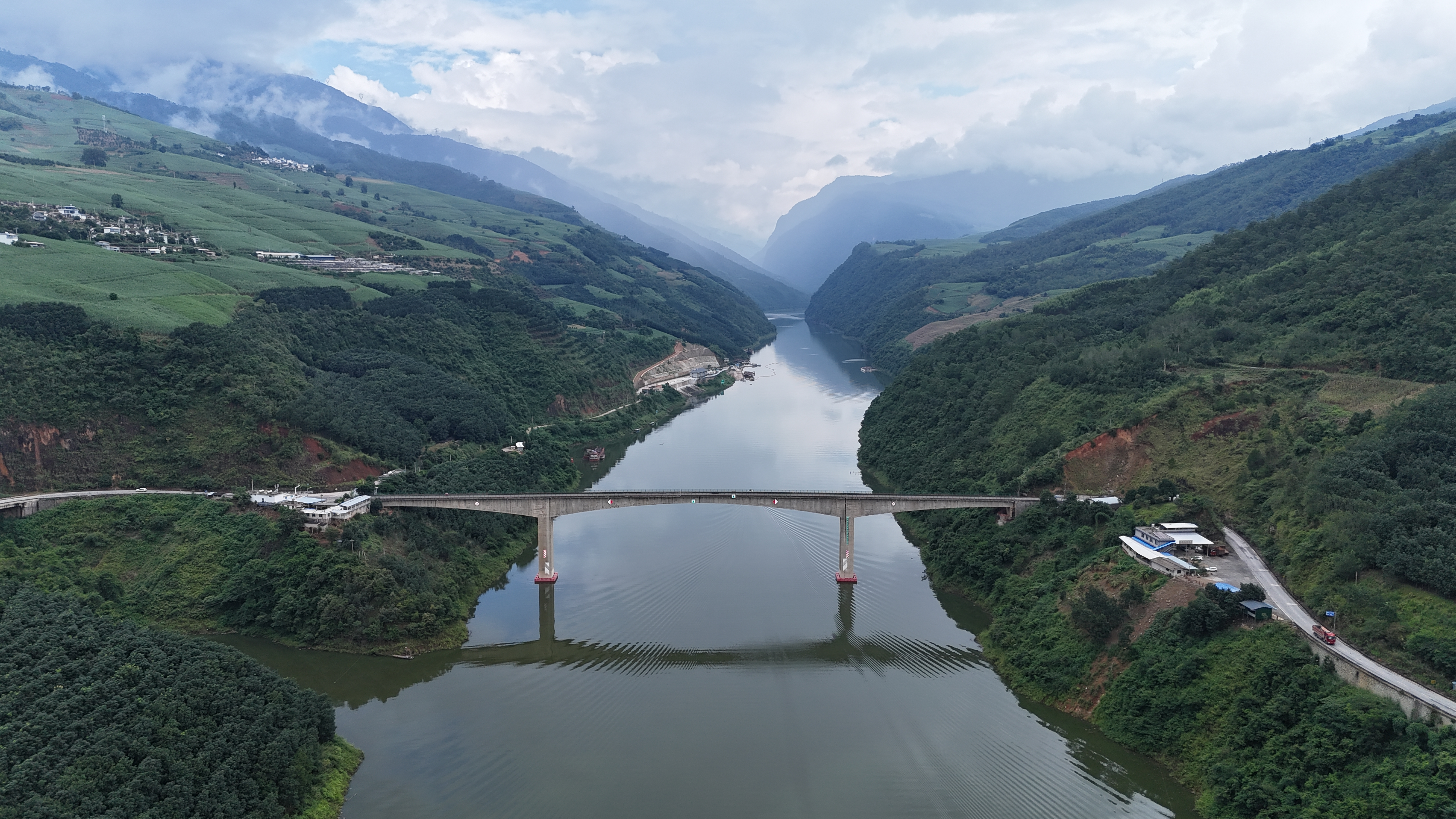
Меконг в Пуэре (Юньнань-Гуйчжоуское нагорье)
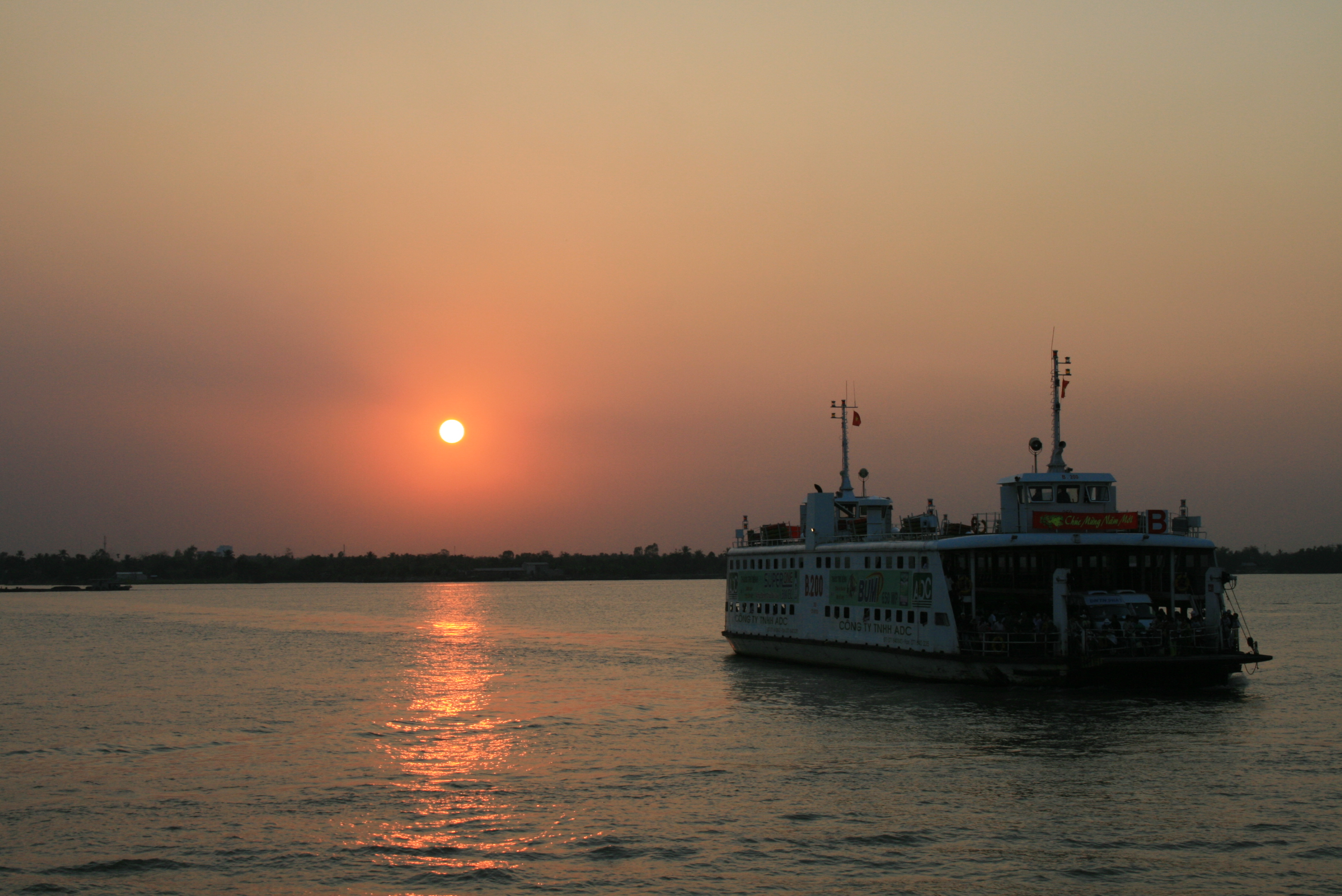
Закат на Меконге в Кампонгтяме, Камбоджа

### Города
На Меконге стоят города:
- Китай:
  - Цзинхун,
- Лаос:
  - Луангпхабанг,
  - Вьентьян,
  - Паксе,
  - Саваннакхет,
- Таиланд:
  - Нонгкхай,
  - Мукдахан,
- Камбоджа:
  - Стынгтраенг,
  - Кратьэх,
  - Пномпень,
- Вьетнам:
  - Кантхо,
  - Митхо,
  - Бенче.

### Дельта Меконга

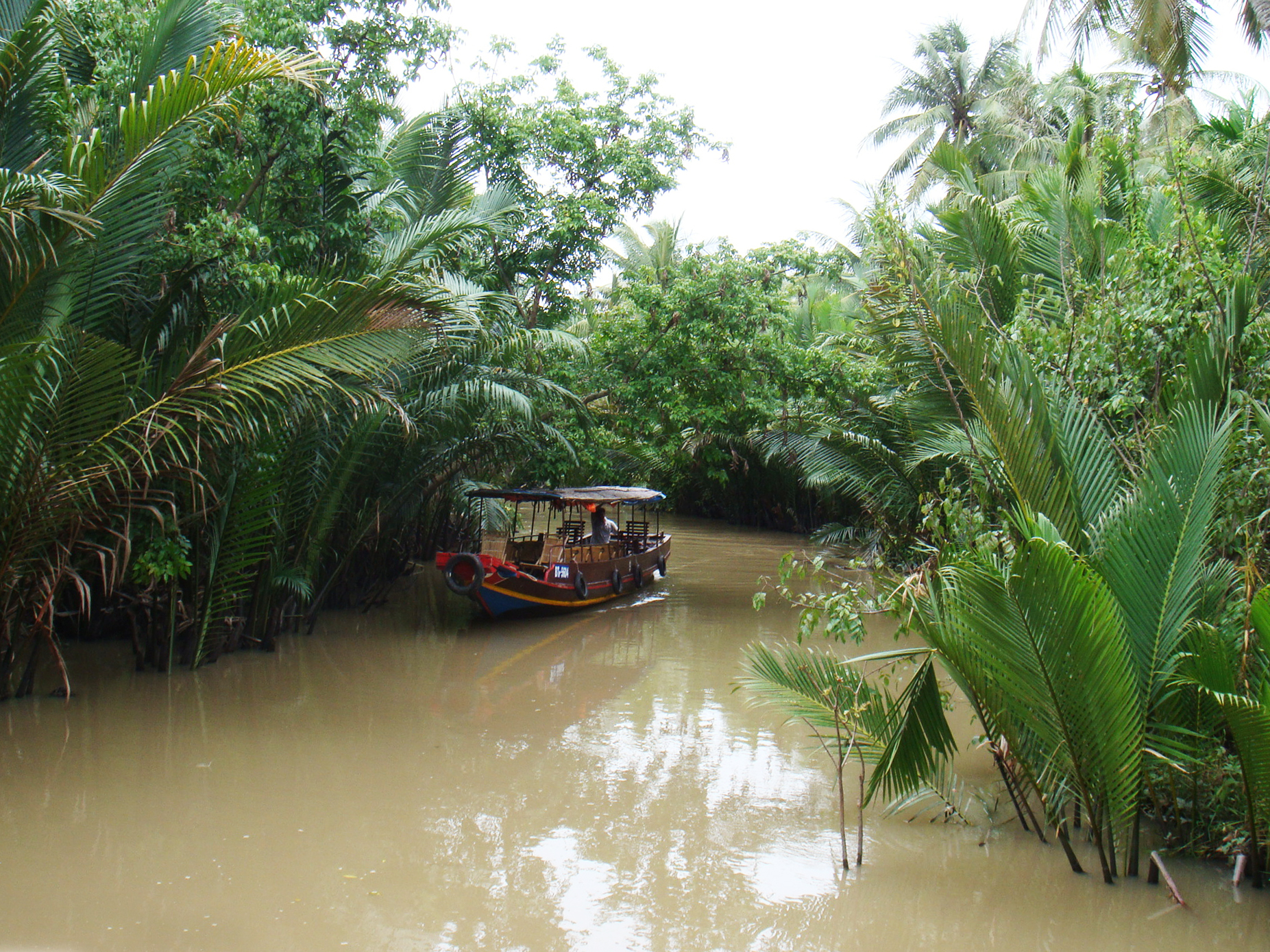
Мангры в дельте Меконга. Вьетнам

Дельта реки Меконг — одна из самых обширных дельт в мире. Располагается на территории Вьетнама.
На территории дельты находится одноимённая экономическая зона Вьетнама (вьет. Đồng bằng sông Cửu Long, дословно «Дельта девяти драконов» — по числу рукавов, на которые делится река в дельте), площадь которой составляет 40 548,2 км². Регион дельты Меконга с центром в Кантхо — один из самых густонаселённых регионов страны.
Если рассматривать дельту как современный регион страны, то начинается этот регион западнее Хошимина, с провинции Лонган, и простирается на самый юг страны, включая в себя 12 провинций и город центрального подчинения Кантхо, с самой южной точкой на мысе Камау.
В XXI веке район дельты Меконга находится под угрозой затопления из-за изменения климата (подъём уровня океана и связанные с этим оползни земли).

## История
Первые поселения на Меконге датируются 2100 годом до н. э. Первым государством в этом районе стало царство Бапном. Его преемниками стали Ченла и Камбуджадеша (Кхмерская империя).
Первым европейцем в этих краях стал португалец Антонио де Фариа (порт. Antonio de Faria) в 1540 году. В то время интерес европейцев к этому региону был спорадическим — было основано лишь несколько торговых и религиозных представительств.
В середине XIX века регион попал в зону интересов Франции — в 1861 году был захвачен Сайгон, а в 1863 году установлен протекторат над Камбоджей.
Первая серьёзная экспедиция для исследования Меконга состоялась в 1866—1868 годах под руководством Эрнеста Дудар де Лагре и Франсиса Гарнье. Они прошли от устья до Юньнаня и нашли, что судоходство по Меконгу невозможно из-за порогов и водопадов в районах камбоджийской провинции Кратьэх и лаосской Тямпатсак (водопады Кхон). Истоки Меконга были исследованы в 1900 году П. К. Козловым.
С 1890-х годов Франция распространила свой контроль и на Лаос, образовав Французский Индокитай. После Индокитайской войны Меконг стал принадлежать независимым государствам, на которые распался Французский Индокитай.